# Bruggmannia micrura
Bruggmannia micrura är en tvåvingeart som först beskrevs av Jean-Jacques Kieffer 1913.  Bruggmannia micrura ingår i släktet Bruggmannia och familjen gallmyggor. Inga underarter finns listade i Catalogue of Life.